# 阿列克谢·库切尔
阿列克谢·弗拉基米罗维奇·库切尔（烏克蘭語：Олексій Володимирович Кучер，1985年3月23日—）是乌克兰律师、人民公仆党籍政治家。2019年11月至2020年11月担任哈尔科夫州州长。